# Vebomark
Vebomark är en småort i Lövångers distrikt (Lövångers socken) i Skellefteå kommun, cirka 17 kilometer väster om Lövånger. 
Inom Vebomarks jordregisterområde ingår bland andra byanamnen Ytterbyn, Ö. Näset, V. Näset, Vebomark, Ön, Kläppen, Sörbyn, Västomtill, Grytfoten, Svedjan, Kälen och Pernichabyn.

## Ortnamnet
Förledet i byns namn är det förkristna mansnamnet Vibbe eller Vibjörn. Liksom andra mark-byar med sådana förled anses den ha uppkommit som nybygge under medeltiden.

## Samhället
Vebomark har friskola, industrihus, bageri, reparationsverkstad, buss och taxi, två mindre sågverk, hembygdsområde med bagarstuga, keramiker, slöjdare samt ett antal jordbruk.